# Kirche Helstorf
Die evangelisch-lutherische Kirche Helstorf ist eine barocke Dorfkirche in Helstorf, einem Ortsteil der Stadt Neustadt am Rübenberge in der Region Hannover in Niedersachsen.

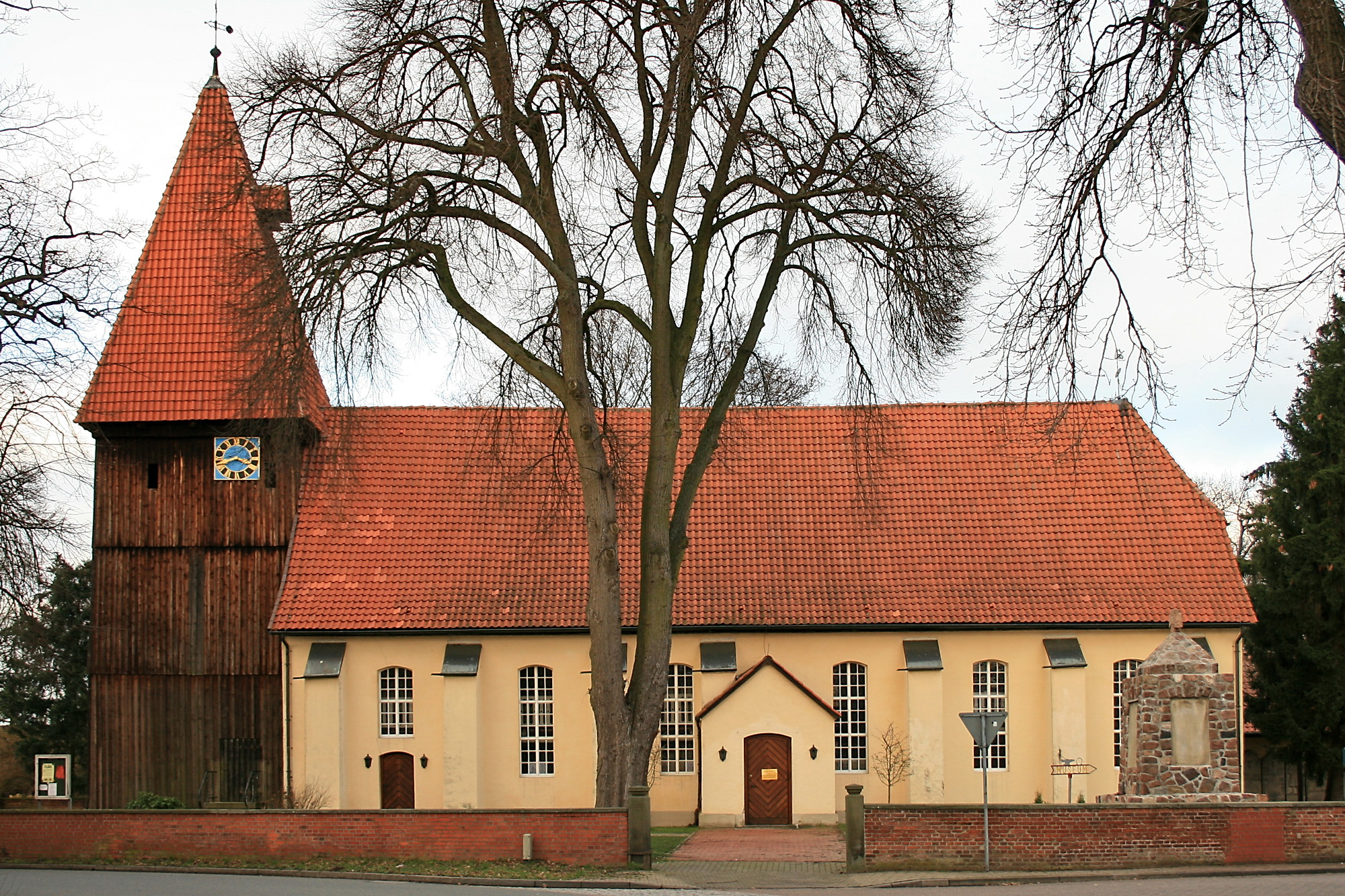
Kirche Helstorf

## Zugehörigkeit
Die Kirche Helstorf ist die Hauptkirche der Kirchengemeinde Helstorf im Kirchenkreis Neustadt-Wunstorf im Sprengel Hannover der Evangelisch-lutherischen Landeskirche Hannovers. Zur Kirchengemeinde gehören die Neustädter Stadtteile Luttmersen, Warmeloh, Vesbeck, der Wedemärker Gemeindeteil Duden-Rodenbostel sowie die Kapellengemeinde Abbensen.

## Vorgängerbau
Ein Vorgängerbau wurde wohl schon im 13. Jahrhundert errichtet. Die erste Erwähnung der Helstorfer Kirche erfolgte 1438 als „Helstorpe kerkhere“. Es handelte sich um eine romanische Hausteinkirche, von der der Glockenturm und das Taufbecken erhalten sind. Das Kirchenschiff der Vorgängerkirche wurde abgerissen und 1751 durch den heutigen, größeren Bau ersetzt.

## Baubeschreibung

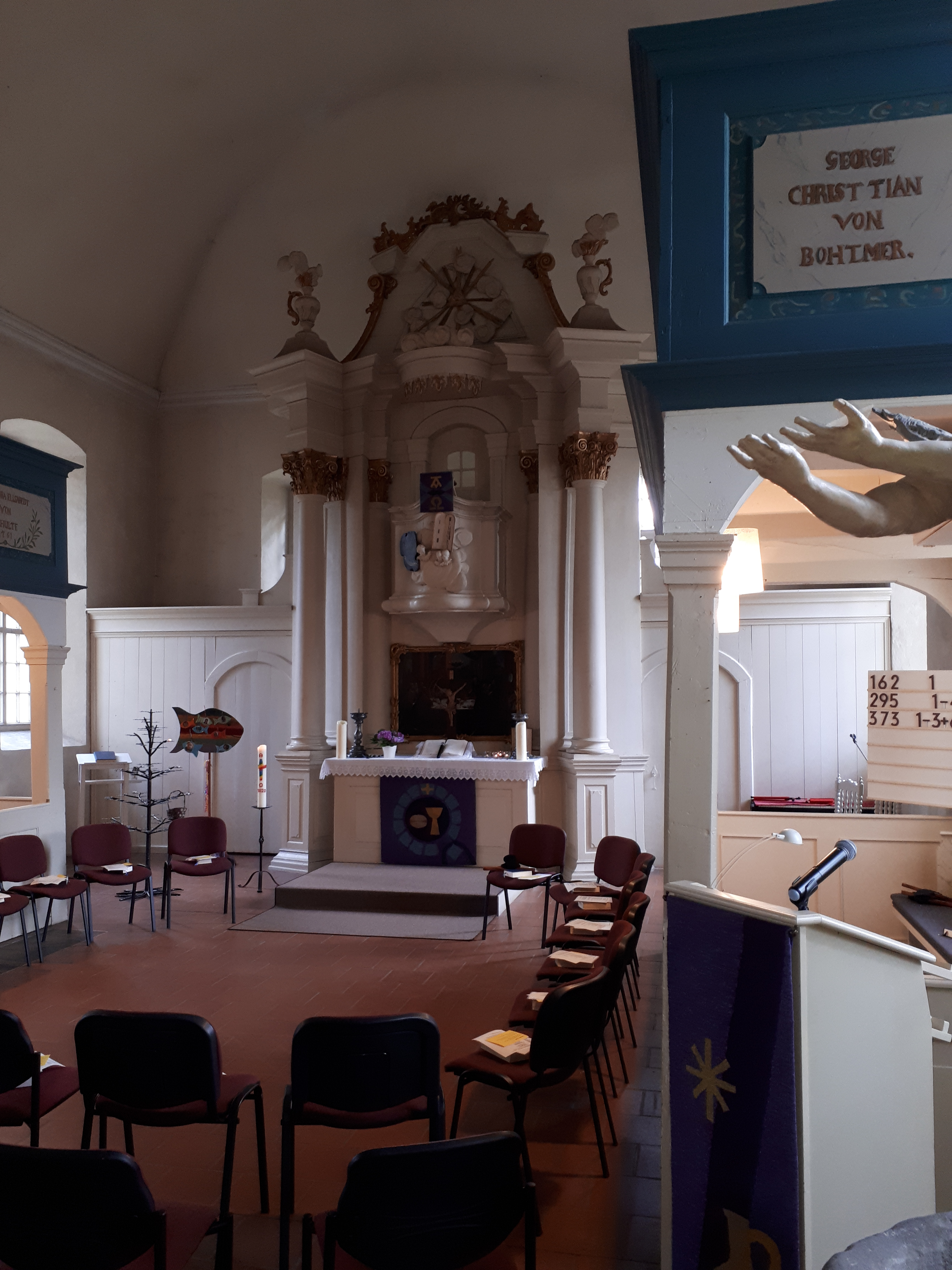
Altar

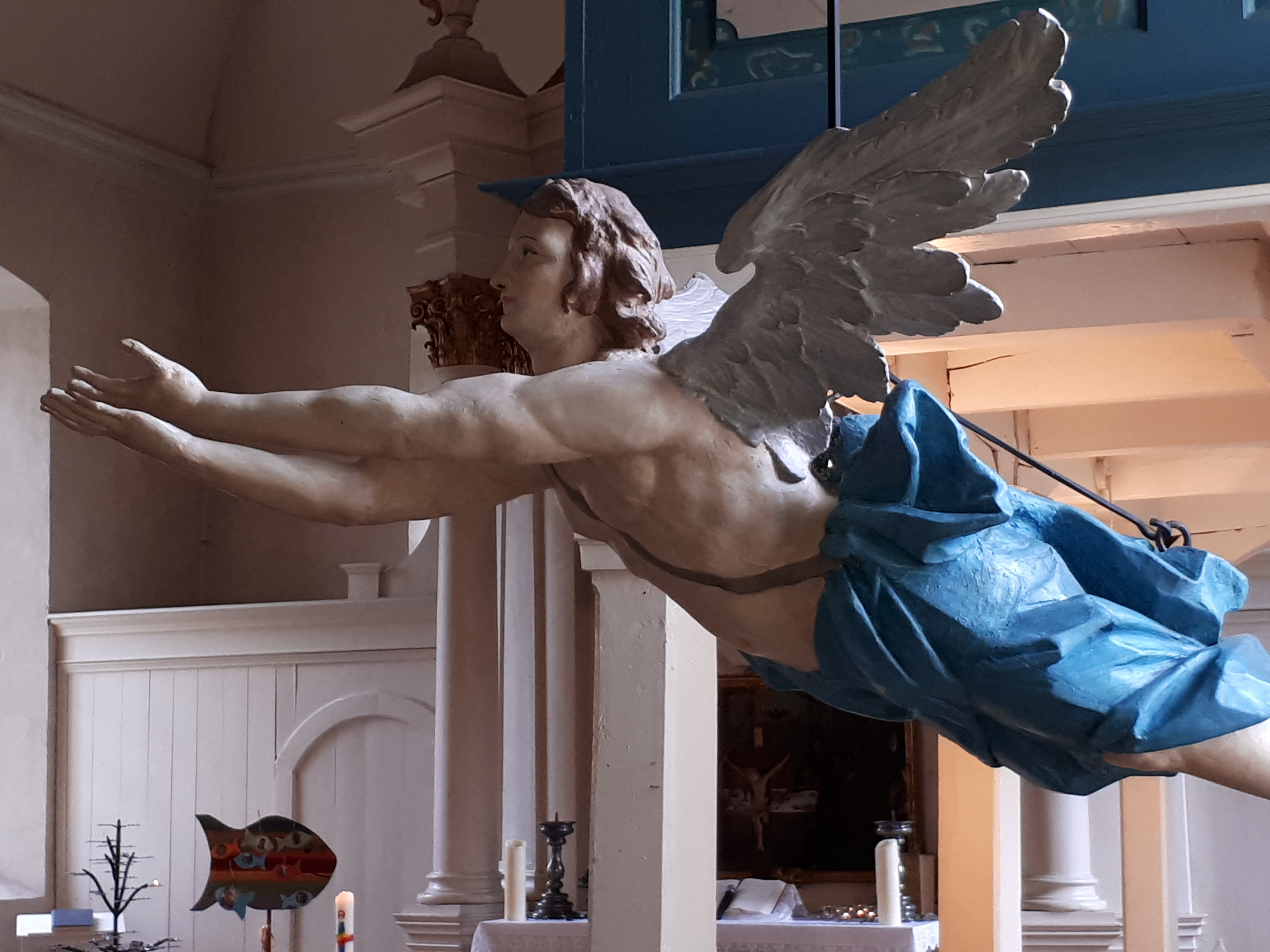
Taufengel von 1751

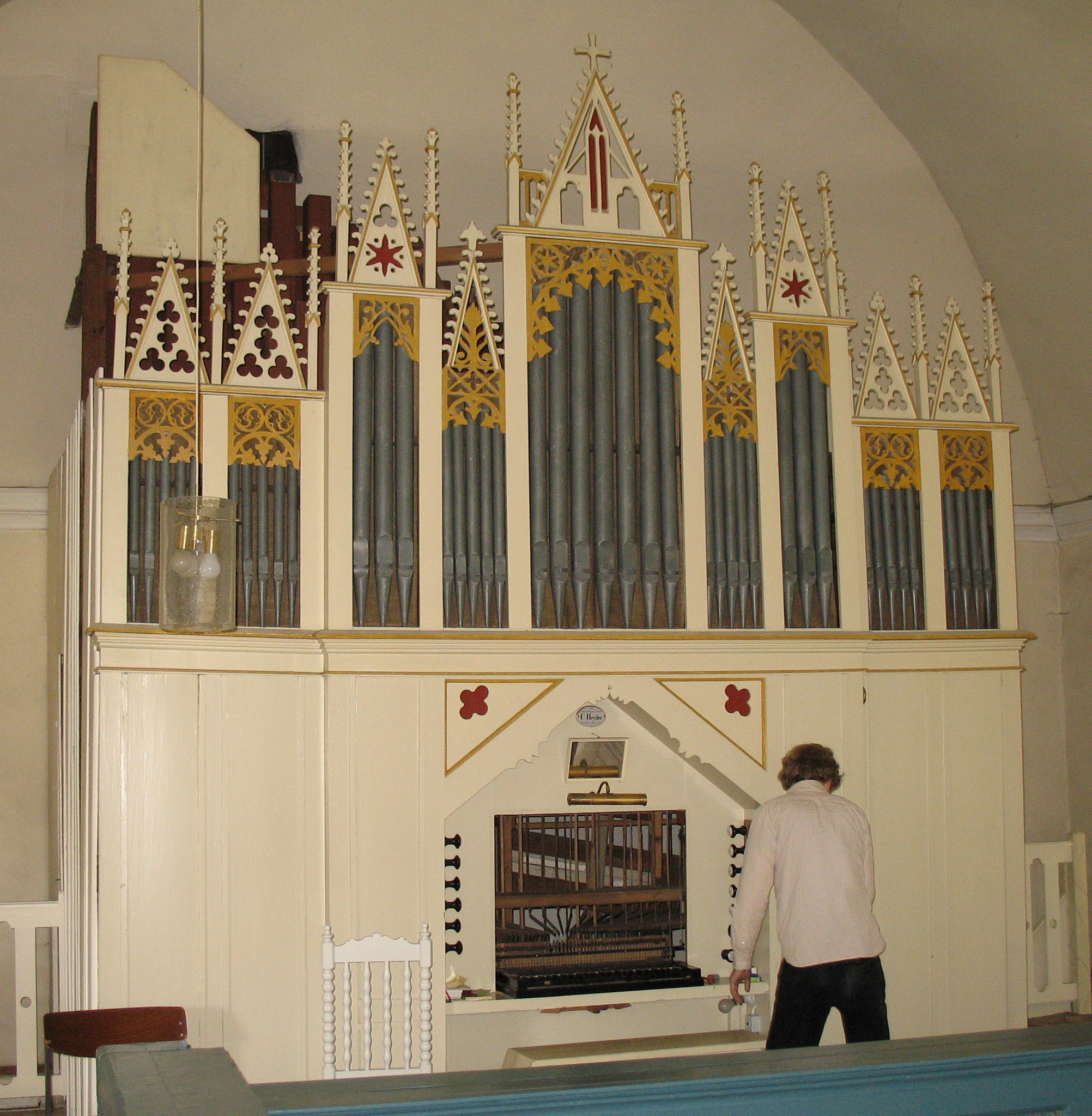
Heyder-Orgel

Im Anschluss an den Westturm entstand 1750–1751 eine Saalkirche mit sechsachsigem Langhaus. Der Innenraum ist mit einer Halbkreistonne überdeckt. Ringsum befinden sich Priecheneinbauten als Stützen. Der Chorraum ist durch die Altarwand abgetrennt.
Die Altarwand wurde in den 1970er Jahren im Zuge der Entbarockisierung versetzt und dadurch der Chor verkleinert. Heute dient die Fläche hinter dem Altar als Arbeitsraum des Küsters. Die Kirchenausstattung (Altar, Priechen, Bänke) wurde dem Zeitgeschmack farblich neu gefasst, aber nicht entfernt.

### Altar
Der Kanzelaltar von 1751 stammt aus der Werkstatt des Johann Friedrich Ziesenis. Er hat einen eingeschossigen Aufbau mit korinthischer Säulenstellung, starke Verkröpfungen, einen Giebelaufsatz mit gebrochenem Deckgesims und Vasenbekrönungen.
Das Altarbild stellt Jesus mit seinen Jüngern beim Abendmahl dar. In der Darstellung ist der Hasenbraten auf dem Tisch bemerkenswert, der sich jedoch auch in anderen Abendmahlsdarstellungen der Region (z. B. Jakobuskirche Hagen (Neustadt a. Rbge.)) findet.

### Taufe
Das heute verwendete romanische Taufbecken entstammt noch dem Vorgängerbau, vermutlich sogar einem noch früheren Kirchenbau.
Der barocke Taufengel von 1751 hing ursprünglich in der Mitte des Chorraums und war mittels einer Mechanik absenkbar. In den Händen hielt er die Taufschale. Diese, ebenfalls aus dem Jahre 1751, existiert noch, wird jetzt bei Taufen in den Aufsatz des Taufsteins gestellt.

### Orgel
Die romantische Orgel aus dem Jahr 1864 mit ihrem neugotischen Prospekt stammt aus der Werkstatt des Orgelbauers Carl Heyder. Sie verfügt über elf Register, davon acht im Manual und drei im Pedal. Sie ist nahezu vollständig original erhalten und wurde zuletzt 2007 durch Bartelt Immer restauriert.

### Turm
Außer den vier Eichenholzeckständern ist an jeder Wandseite je ein Mittelständer angeordnet, welche bis zur Traufe durchlaufen und durch Mittelriegel in zwei Höhen miteinander überkreuzt verbunden sind und durch Kopfbänder ausgesteift werden. Der unterste Mittelriegel in Nord-Süd-Richtung liegt auf 2,47 m, der nächsthöhere auf 5,67 m in Ost-West-Richtung. Die Glockenstubenbalkenanlage hat sich durch kreuzende Mittelriegel versteift. Alle Wandseiten sind mehrfach mit doppelten Andreaskreuzen und Wandriegeln ausgesteift. Die Außenverkleidung ist eine Holzverkleidung.
| Grundriss               | 6,5 × 6,4 m   |
| Traufhöhe               | 12,14 m       |
| Turmhöhe                | 24,6 m        |
| Eckständer              | 0,37 × 0,4 m  |
| Mittelständer           | 0,37 × 0,4 m  |
| Sparren                 | 0,25 × 0,22 m |
| Glockenstuhlbalkenlänge | 8,9 m         |

## Liste der Pastoren

### Vorreformatorische Zeit
Lediglich ein Name aus der vorreformatorischen Zeit ist überliefert:
- 1438 - Didericus- "to Helstorpe kerkhere"[4]

### Nach der Reformation
Nach der Einführung der Reformation durch Herzogin Elisabeth durch Erlass der Calenberger Kirchenordnung für ganz Calenberg-Göttingen, folgte eine gründliche Kirchenvisitation die vom 17. November 1542 bis zum 30. April 1543 im Herzogtum stattfand. Die Kirche in Helstorf muss bereits 1542 visitiert worden sein, da sich der erste lutherische Pastor bereits auf das Jahr 1542 datieren lässt.
In der Tabelle sind alle Pastoren seit der Reformation dargestellt, fehlende Daten lassen sich nicht ermitteln.
| Pastor (von-bis) | Name                                   | Bemerkungen |
| ---------------- | -------------------------------------- | --- |
| 1542-15??        | Gerhardus Wilbeke                      | |
| 1558-15??        | Er[ich] Witberg                        | |
| 1580-???         | Konrad Homann                          | geb. um 1551 in Neustadt a. Rbge. für die Kirche in Helstorf bis 1588 aktenkundig                                                   |
| 1601–1611        | Henricus Frömdtling (Fremdtling)       | vorher Feldprediger |
| 1611–1619        | Konrad Drösemeier                      | geb. in Helstorf, später Pastor in Immenrode (Goslar)                                                                               |
| 1619–1625        | Bernhard Weber                         | 1625 ermordet, ob dies in Zusammenhang mit der zeitgleichen Belagerung Neustadt a. Rbge. durch Tilly steht kann nur vermutet werden |
| 1625–1650        | Johann Koltmann (Goltmann)             | gest. 1650 |
| 1650–1684        | Christoph Scharnhorst                  | gest. 1684 |
| 1684–1692        | Johann Georg Ernst Schulenburg         | bis 1692 Pastor von Helstorf, danach Pastor am Braunschweiger Dom                                                                   |
| 1693–1704        | Georg David Wagenmann                  | gest. 1704 |
| 1704–1706        | Christoph Heinrich Wagenmann           | Bruder des vorherigen, gest. 1706                                                                                                   |
| 1706-1706        |                                        | Vakanz. |
| 1707–1708        | Heinrich Jakob Passau [Pashan]         | Vakanzvertreter |
| 1708–1729        | Friedrich Anton Mensching              | gest. 1729 |
| 1729–1763        | Johann Henning Leo                     | Bis zu seinem Tod Pastor in Helstorf, in seine Amtszeit fällt der Kirchenneubau                                                     |
| 1763–1777        | Gerhard Wilhelm Arnold Niemann         | danach bis 1803 Pastor in Bordenau                                                                                                  |
| 1777–1789        | Gottlieb Wilhelm Hölscher              | später bis zu seinem Tod 1808 Prediger in Brelingen, sein Grabstein ist an der Kirche in Brelingen erhalten                         |
| 1788–1789        | Karl Wilhelm Köring                    | Vakanzvertreter |
| 1790–1792        | Johann Christoh Gerhard Hornemann      | gest. 1792 |
| 1793–1817        | Johann Friedrich Julius Schulenburg    | 1783 Hauslehrer bei Johann Christian Kestner, gest. 1817                                                                            |
| 1817–1824        | Ernst Friedrich Grote                  | später Pastor in Kolenfeld, danach in Idensen                                                                                       |
| 1824–1838        | Heinrich Konrad Friedrich Deichmann    | später Pastor in Kirchrode, emeritiert 1849                                                                                         |
| 1838–1853        | Ernst Christian Friedrich Jordan       | später bis zum Tod (1863) Pastor in Römstedt                                                                                        |
| 1853             | Heinrich August Wilhelm Kupffer        | † 1853 |
| 1853–1866        | Johann Wilhelm Robert Klettwig         | Sohn des Bankiers Klettwig (Göttingen), später Pastor in Groß Flöthe, ab 1882 beurlaubt nach Göttingen und Leipzig, emeritiert      |
| 1866-1852        | Heinrich Georg Friedrich Wolkenhaar    | gest. 1882 |
| 1882–1883        | Hermann Richard Wilhelm Simon          | Pastor von Mandelsloh / Vakanzvertreter                                                                                             |
| 1883–1885        | Hugo Flemming                          | trat von der Stelle zurück |
| 1885–1889        | Johann Karl Christian Ludwig Rost      | Examen bei den Freiprotestanten abgelegt, später Pastor in Mechtshausen                                                             |
| 1889–1891        | Hermann Richard Wilhelm Simon          | Pastor von Mandelsloh / Vakanzvertreter                                                                                             |
| 1891–1906        | Friedrich Wilhelm Heinrich Penshorn    | später bis zu seinem Tod (1928) Superintendent in Diepholz                                                                          |
| 1906–1907        | Hermann Richard Wilhelm Simon          | Pastor von Mandelsloh / Vakanzvertreter                                                                                             |
| 1907–1927        | Johann Heinrich Emmanuel Schultz       | vorher Pastor in Gustedt und Rheden, trat auf eigenen Antrag in den Ruhestand                                                       |
| 1927             |                                        | Vakanz |
| 1927–1934        | August Ludwig Christian Johannes Fulda | vorher Pastor in Winsen , später in Wechold                                                                                         |
| 1934–1936        | Adolf Ernst Paul Gerhard Boes          | Pastor von Mandelsloh / Vakanzvertreter                                                                                             |
| 1936–1955        | Friedrich Hermann Schröder             | vorher Pastor in Pattensen, 1943–1945 Soldat, bis 1948 in britischer Kriegsgefangenschaft, 1955 in den Ruhestand.                   |
| 1955–1967        | Eduard Weiss                           | vorher in der Mission tätig, 1967 in den Ruhestand                                                                                  |
| 1967-1968        | Albrecht Weber                         | Vakanzvertreter |
| 1969-1981        | Paul Gudowius                          | Nebenamtlich bis 1984 Militärseelsorger an der Wilhelmstein-Kaserne                                                                 |
| 1981-1982        |                                        | Vakanz |
| 1982-1983        | Karl Hesse                             | danach (bis zum Ruhestand 2019) Pastor in Gerzen (Alfeld)                                                                           |
| 1983             |                                        | Vakanz |
| 1983-1990        | Dr. Martin Bock                        | 1983-1990 auch Militärseelsorger an der Wilhelmstein-Kaserne, 1990 wechsel an das Sozialwissenschaftliches Institut der Bundeswehr  |
| 1991-1996        | Detlef von Holst                       | später Pastor an der St.-Petri-Kirche (Kopenhagen), später Pastor am Dom zu Helsingør                                               |
| 1996-2001        | Wolfgang Gerts                         | später Landesobmann für die Bläserarbeit                                                                                            |
| 2001             |                                        | Vakanz |
| 2002-2019        | Annedore Wendebourg                    | 2019 in den Ruhestand |
| seit 2020        | Jens Rake                              | |

## Geläut

### Petrusglocke
Die Glocke wurde 1489 von einem unbekannten Glockengießer gegossen, sie trägt in Kleinbuchstaben die Inschrift: „ego vocor petrus anno d[omi]ni mcccclxxxix“. Auf der Seite ist das Bild des Petrus zu sehen gegenüberliegend die Kreuzigungsgruppe. Sie hat einen Durchmesser von 56,5 cm bei einem Gewicht von 110 kg.

### Eingeschmolzene Glocke von 1650
Die Glocke wurde 1650 von Ludolf Siegfried in Hannover gegossen. Die Inschrift lautete: S=H=IOHAN GOLTMAN PASTOR ALHEI ZU HELSTORFE HAT BEHUFE DIESER KLOCKEN ZU GIESEN GEGEBEN 10 DALER IST ALSO DEN 3APRILIS IN DEN HEHREN ENTSCHLAFEN IURGEN HARKE TONIES MEIER HEINRICH MEIER ALTRITE DAS GESAMPTE KIRCHSPIEL HELSTORFF MEISTER LUDOLF SIEGFRIET HAT MICH HANNOVER GEGOSSEN ANNO CHRISTI 1650 A=G=S=M 
Die Glocke hatte ein Gewicht von 600 kg. Diese Glocke wurde am 29. August 1917 ausgebaut und im Rahmen der Metallspende des deutschen Volkes eingeschmolzen.

### Uhrglocke
Die Glocke wurde 1718 von einem unbekannten Glockengießer gegossen, sie trägt in gotischer Schrift die Inschrift: "ORA VIRGO NOS ILLO PANE COELI DIGNOS EFFICI 1718". Sie ist außerhalb des Turms zum Kirchenschiff ragend angebracht und hat ein Gewicht von 100 kg.

### Glocke von 1722
Die Glocke wurde 1722 von Thomas Riedweg in Hannover gegossen.
- Inschrift unter der Haube, zwischen Ornamenten: M. THOMAS RIEDEWEG GOSS MICH IN HANNOVER
- Inschrift am langen Feld: BEY ZEITEN EHREN FRIEDRICH ANTON MENSCHING PASTORIS / ANNO 1722 IST DIESE GLOCKE AUF DES KIRCHSPIELS ZU HELSTORF UND DESSEN GEMEINDE UNKOSTEN UMGEGOSSEN
- Inschrift am Schlagring: KOMMT LASSET UNS ANBETEN UND KNIEN UND NIEDERFALLEN PS. 95 VERS 6

Bei einem Durchmesser von 98 cm hat sie ein Gewicht von 750 kg. Die Glocke wurde während des Zweiten Weltkriegs beschlagnahmt und erlitt beim Transport einen Schaden, dieser wurde 1957 geschweißt.

### Glocke I von 1925
1925 wurde zwei Glocken für die Helstorfer Kirche bei der Radlersche Glockengießerei gegossen. Beide als Ersatz für die im Jahr 1917 gespendete Glocke. Die erste und größere erhielt die Inschrift: GEOPFERT FÜR VATERLANDS WEHR 1917 / ERNEUT ZU GOTTES EHR 1925 / … (hier folgen die Namen der Kirchenvorsteher).
Sie hat einen Durchmesser von 112 cm und wiegt 800 kg.

### Glocke II von 1925
Die zweite Glocke wurden ebenfalls von der Radlerschen Glockengießerei gegossen. Sie trägt als Inschrift: NACH KRIEGSLEID / IN SCHWERER ZEIT / DEM HERRN GEWEIHT
Bei einem Durchmesser von 75 cm wiegt sie 250 kg.

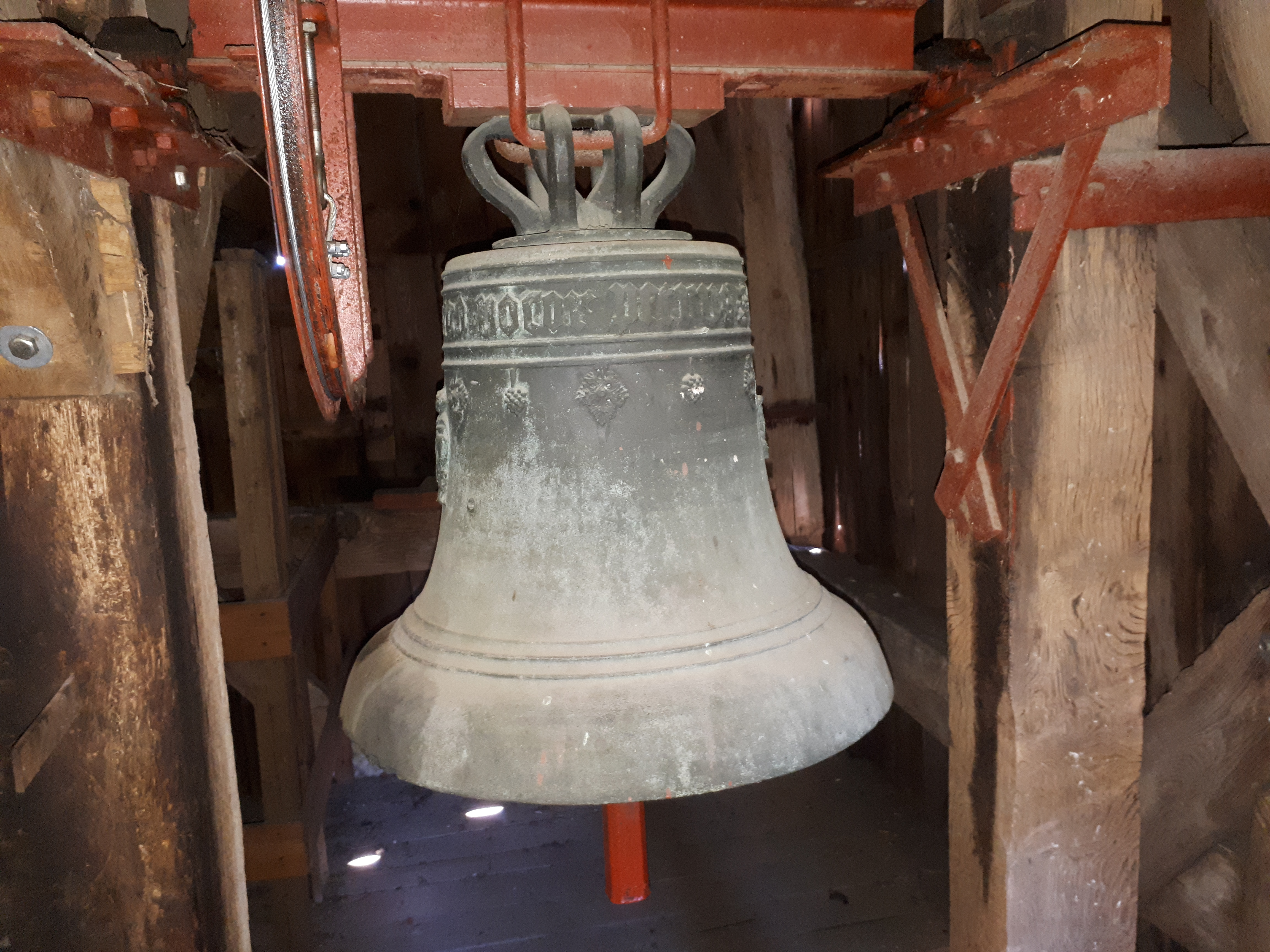
Petrusglocke Helstorf
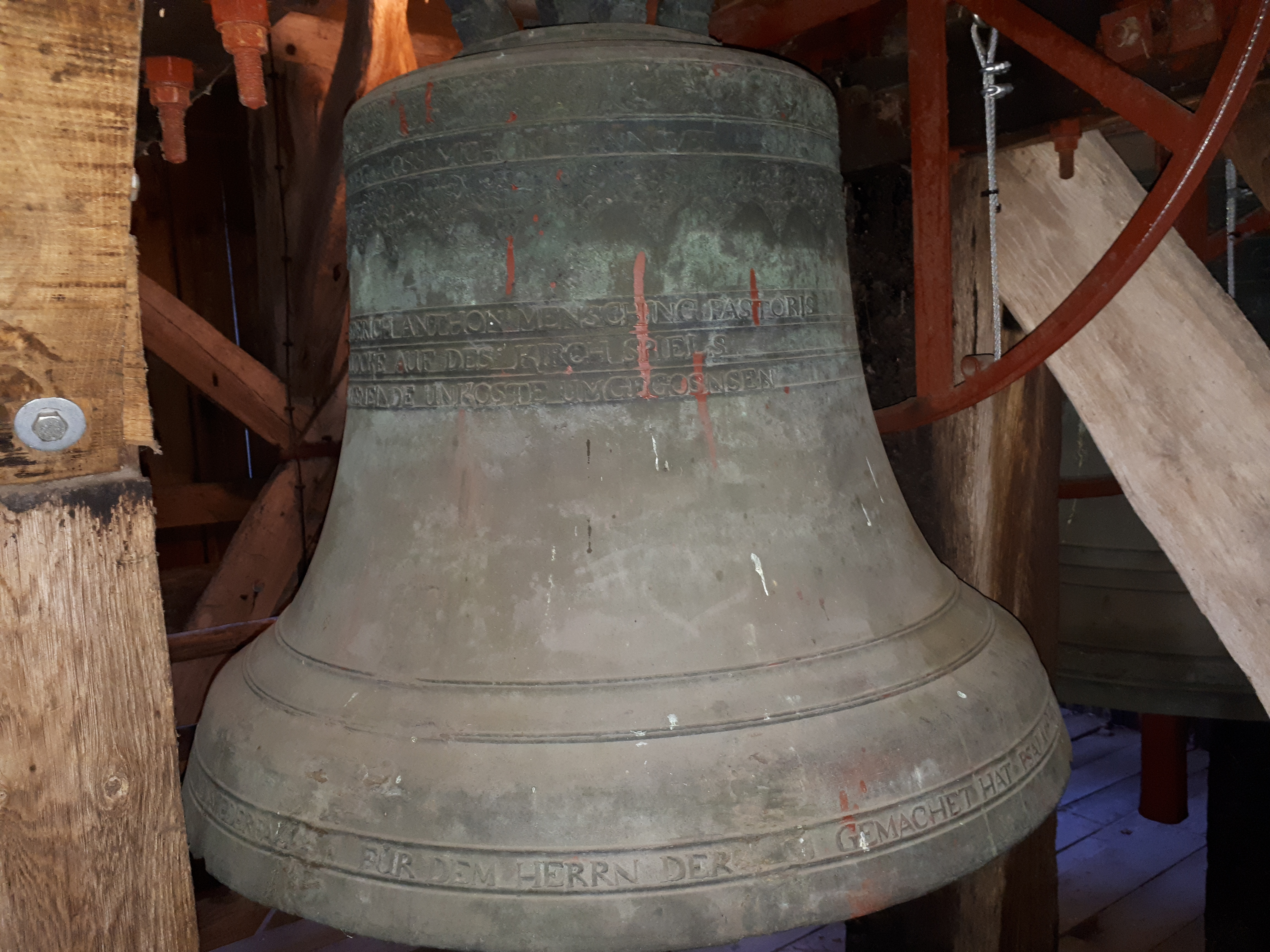
Rückseite der Glocke von 1722
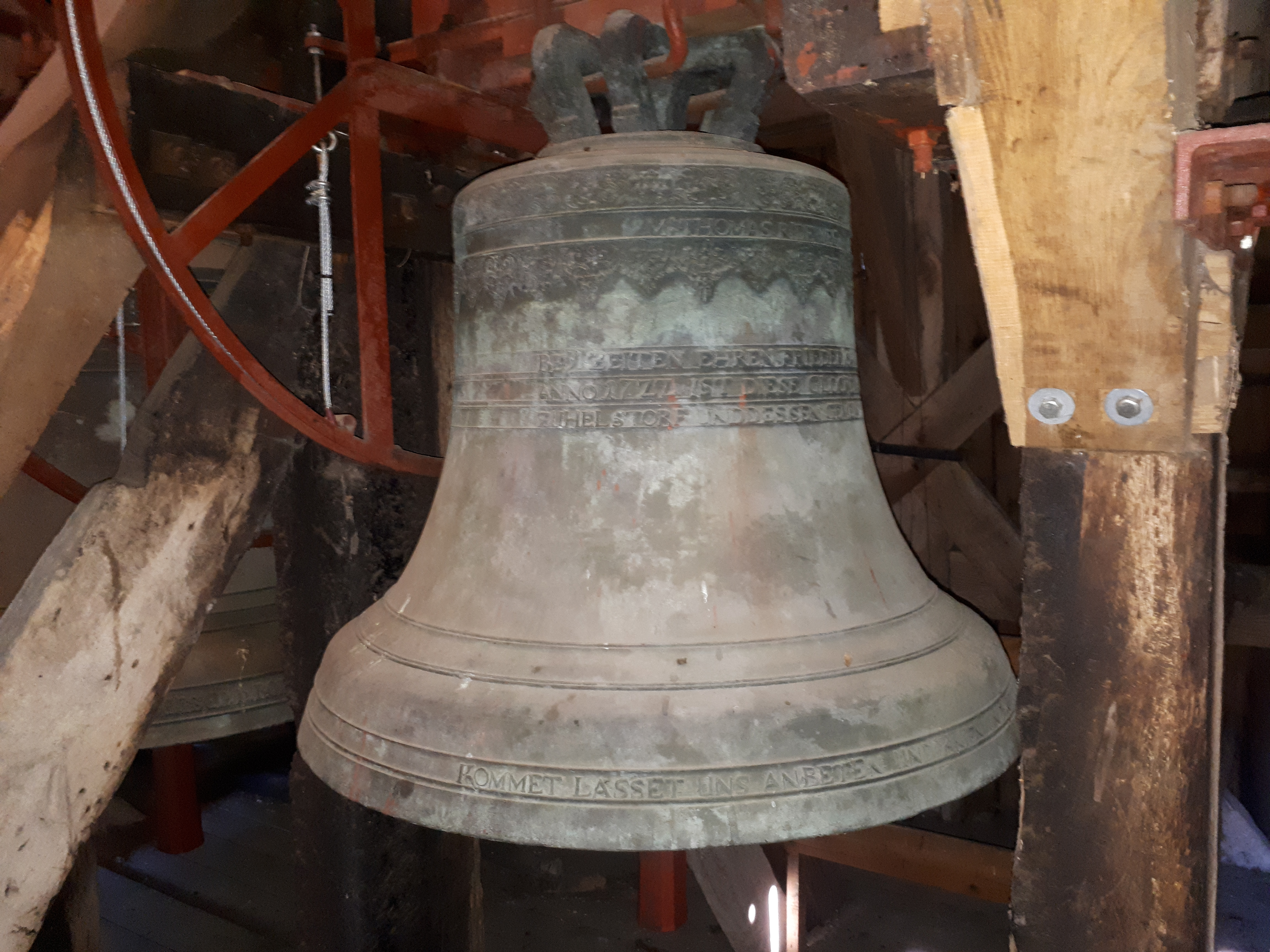
Glocke Helstorf von 1722
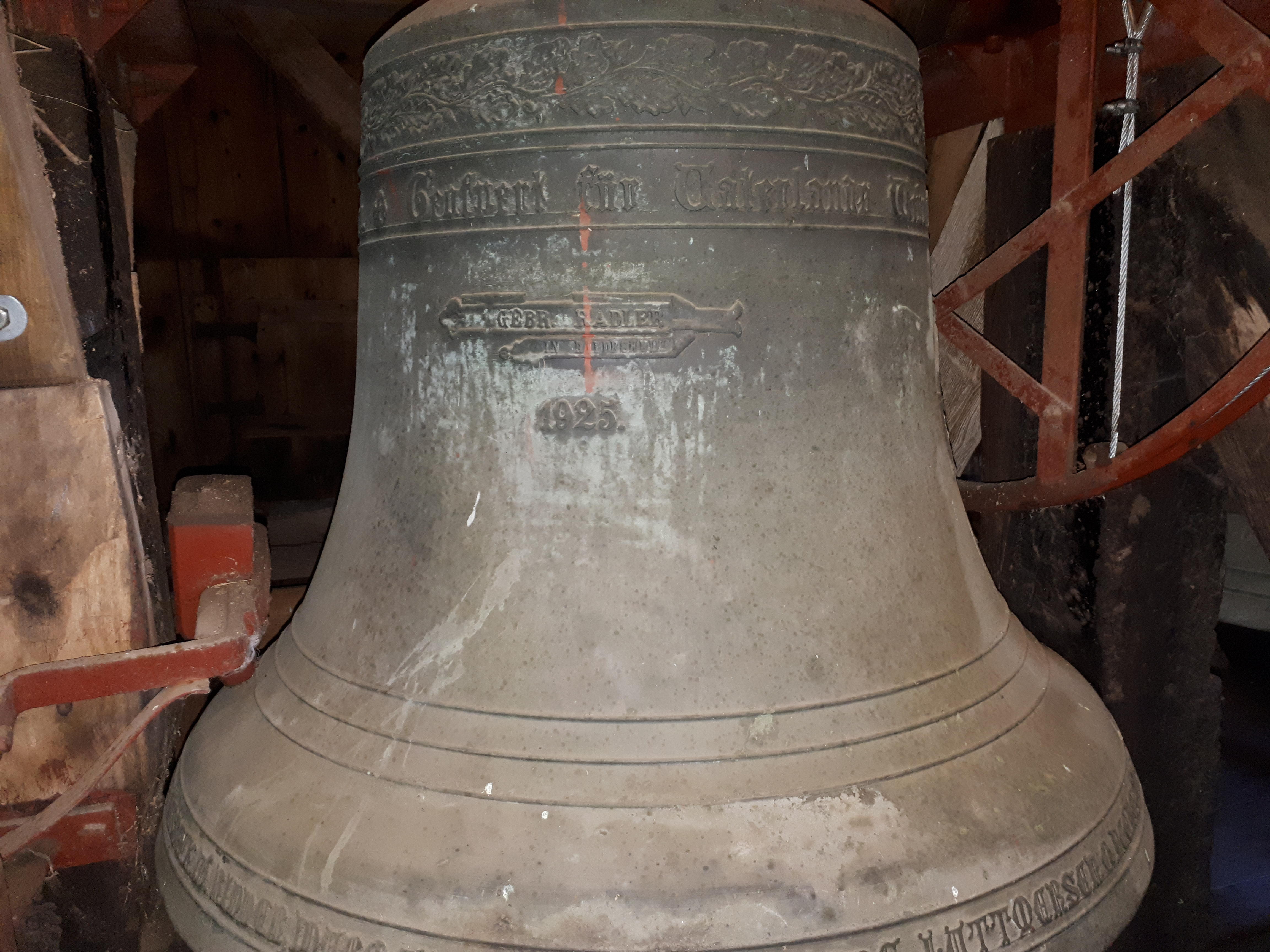
Glocke I von 1925
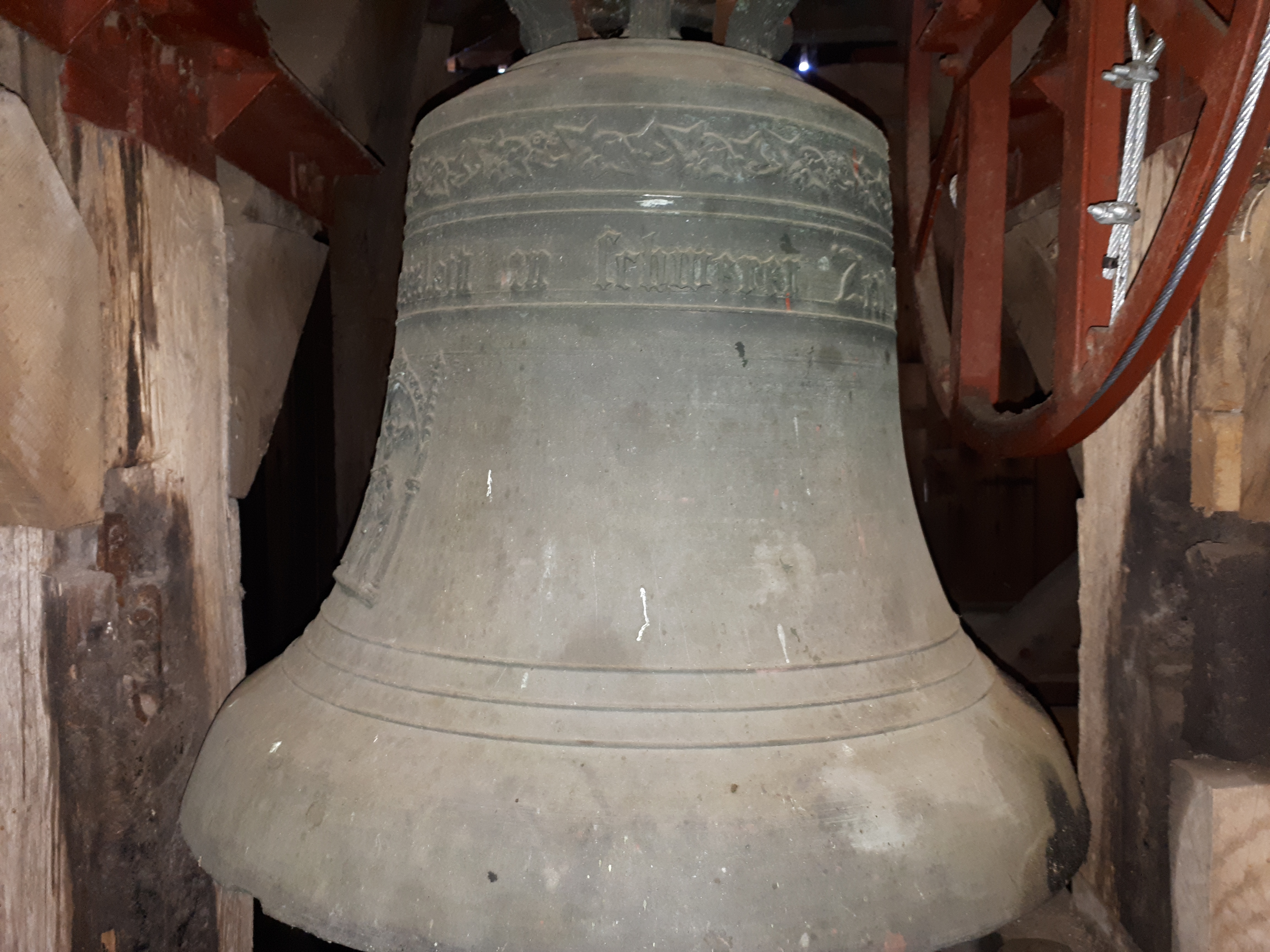
Glocke II von 1925

## Kirchhof (Alter Friedhof)

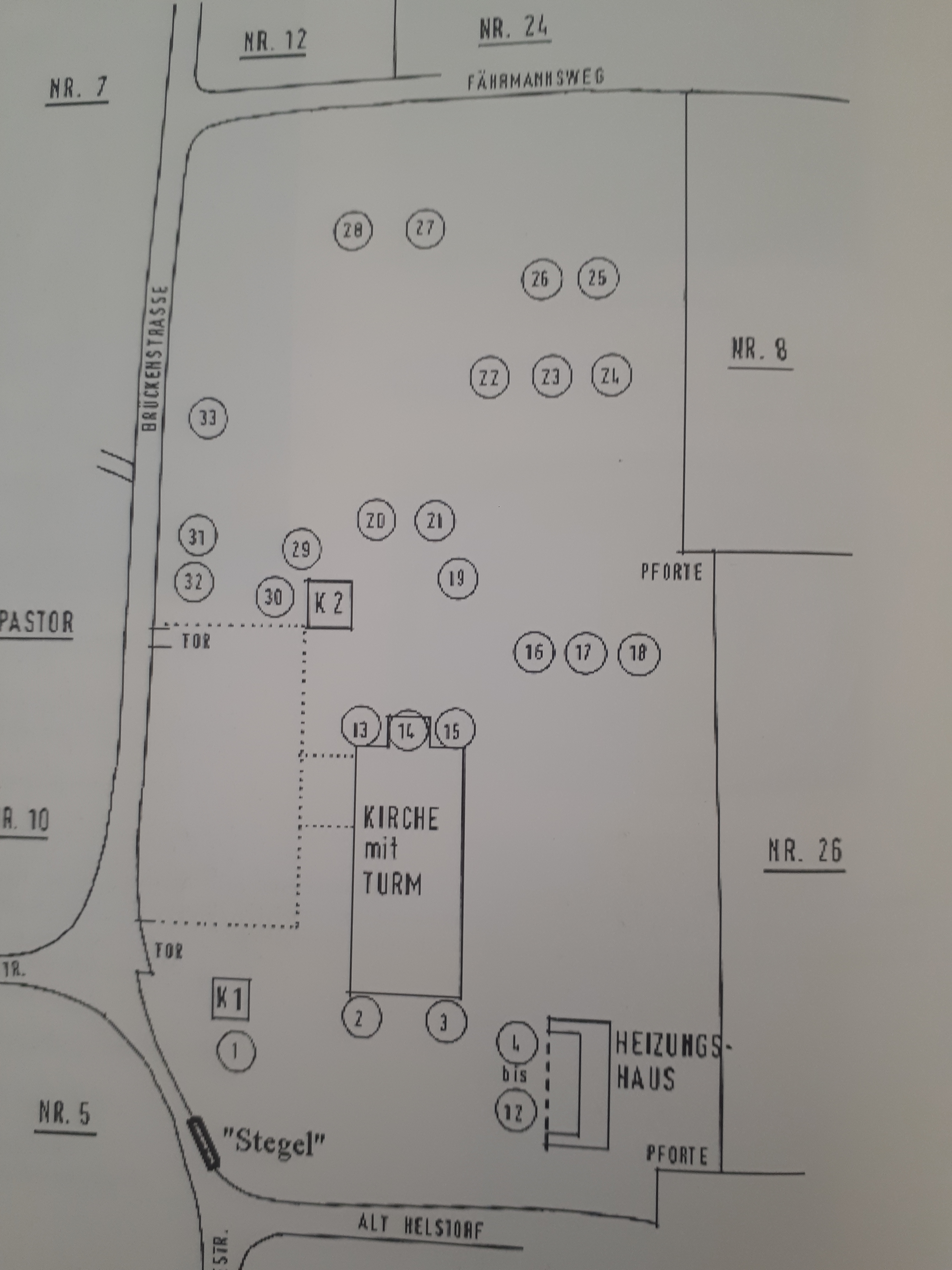
Plan des alten Helstorfer Friedhofes

Die Fläche um die Kirche wurde wahrscheinlich schon seit Bestehen der Kirche als Begräbnisplatz benutzt. Der Kirchfriedhof wurde 1855 erweitert, 1888 jedoch zugunsten einer Neuanlage außerhalb des Ortes geschlossen. Nach dem Ende der Weltkriege errichtete man Denkmäler für die gefallenen Soldaten.
Mit seinen vielfältig erhaltenen Grabsteinen ist er ein Zeugnis der protestantischen Sepulkralkultur des 17. bis 19. Jahrhunderts.